# Смешарики. Сквозь вселенные
«Смешарики. Сквозь вселенные» — предстоящий российский анимационно-игровой фильм, снятый Ильёй Максимовым и Андреем Мармонтовым по сценарию Сергея Лукьяненко и основанный на персонажах сериала «Смешарики». Сюжет повествует о Кроше и Ёжике, попавших из своего мира в реалистичную игру, где терпят бедствие на космическом корабле.
Премьера фильма состоится 13 августа 2026 года.

## Синопсис
Крош и Ёжик, антропозооморфные жители вымышленного мира смешариков, находят в Ромашковой долине устройство, которое переносит их в реалистичную игру, в которой они предстают в образе людей. Герои оказываются в будущем на космическом корабле, миссия которого — попасть на Марс. Когда корабль терпит бедствие, ребята понимают, что находятся не в игре, а в другой реальности.

## В ролях

### Анимационная часть
- Антон Виноградов — Крош
- Владимир Постников — Ёжик
- Светлана Письмиченко — Нюша
- Вадим Бочанов — Бараш
- Сергей Мардарь — Совунья / Кар-Карыч
- Михаил Черняк — Пин / Копатыч / Лосяш

### Игровая часть
- Людмила Артемьева[3]
- Иван Агапов[3]
- Николай Добрынин[3]
- Александр Лыков[3]
- Ян Цапник[3]
- Дмитрий Калихов
- Тимофей Кочнев — человеческий образ Бараша[4]
- Антонина Бойко
- Сергей Фёдоров
- Надежда Михалкова[5]
- Александр Устюгов[5]
- Сергей Лукьяненко — камео[5]

## Производство

### Разработка и подбор актёров
«Мы старались поговорить о вещах достаточно серьёзных, например, о конфликте поколений в широком смысле слова. Мы хотели поговорить и о риске, о смелости, о дружбе, о цене поступка. <…> получилась история, которая отвечает правильным требованиям для семейного и детского развлекательного фильма»
Первый анимационно-игровой фильм во франшизе «Смешариков» с подзаголовком «Космическая экскурсия» был представлен 30 октября 2023 года на очной защите национальных фильмов для детской и семейной аудитории в «Фонде кино». Тогда же были объявлены съёмочная группа, предварительный актёрский состав (Мария Аронова, Максим Лагашкин, Александр Лыков, Александр Робак, Сергей Бурунов и Иван Дмитриенко), бюджет (408 млн рублей) и дата выхода (осень 2026 года).
Подбор юных актёров занял почти полгода. По словам создателей, для них важнее всего было «не внешнее, а эмоциональное попадание в образ». Первым утверждённым актёром стал Тимофей Кочнев, который сыграл «очеловеченного» Бараша. Пробы же на роль Ёжика и Нюши длились дольше. «Живые» образы взрослых смешариков исполнили Людмила Артемьева, Иван Агапов, Николай Добрынин, Александр Лыков и Ян Цапник.

### Съёмки
Натурные съёмки проходили в парке «Краснодар» с 10 июня 2024 года. Предполагалось, что они продолжатся до марта 2026 года с учётом выхода фильма в октябре — декабре того же года. Однако, когда 31 июля в павильоне студии «Мосфильм» начался основной съёмочный период, было объявлено, что дата премьеры перенесена на весну 2026 года. Специально для съёмок в павильоне была построена декорация космического корабля. Его интерьер выполнен в фиолетово-синей гамме с неоновой подсветкой, что, по мнению художника-постановщика Юлии Макушиной, выглядит ретрофутуристично, отсылая к советской кинофантастике. Макушина также отметила присутствие арок и сферическую форму многих элементов дизайна, напоминающих характерную черту героев франшизы.
28 августа 2024 года было объявлено, что производство фильма завершится к концу года, идёт подготовка к созданию анимационной части. Также было отмечено, что бюджет фильма увеличился, создателями была подана смета «Фонду кино» на дофинансирование проекта. Одобренная в октябре фондом поддержка составила 75 миллионов рублей. 19 ноября Сергей Лукьяненко заявил, что съёмки фильма завершены и начался постпроизводственный этап.

## Релиз
Во время анонса фильма в октябре 2023 года была объявлена ориентировочная дата выхода — осень 2026 года. Однако после старта съёмок летом 2024 года дата была перенесена на весну 2026 года. В мае 2025 года были объявлены компания-дистрибьютор («Вольга») и окончательная дата выхода — 13 августа 2026 года.

### Комментарии
1. ↑  Первоначальный бюджет фильма, заявленный в октябре 2023 года, составлял 408 млн рублей: 343 млн — производственный, 65 млн — маркетинговый, из которых 75 млн впоследствии составила государственная поддержка[1]. В октябре 2024 года общий бюджет фильма был увеличен за счёт господдержки в размере 75 млн рублей, что в сумме — 483 млн[2].